# Yunta (ort)
Yunta är en ort i Australien. Den ligger i delstaten South Australia, omkring 280 kilometer norr om delstatshuvudstaden Adelaide. Antalet invånare är 102.
Trakten runt Yunta är nära nog obefolkad, med mindre än två invånare per kvadratkilometer.. 
Omgivningarna runt Yunta är i huvudsak ett öppet busklandskap. Genomsnittlig årsnederbörd är 233 millimeter. Den regnigaste månaden är februari, med i genomsnitt 42 mm nederbörd, och den torraste är oktober, med 1 mm nederbörd.